# Lindenmaskenzikade

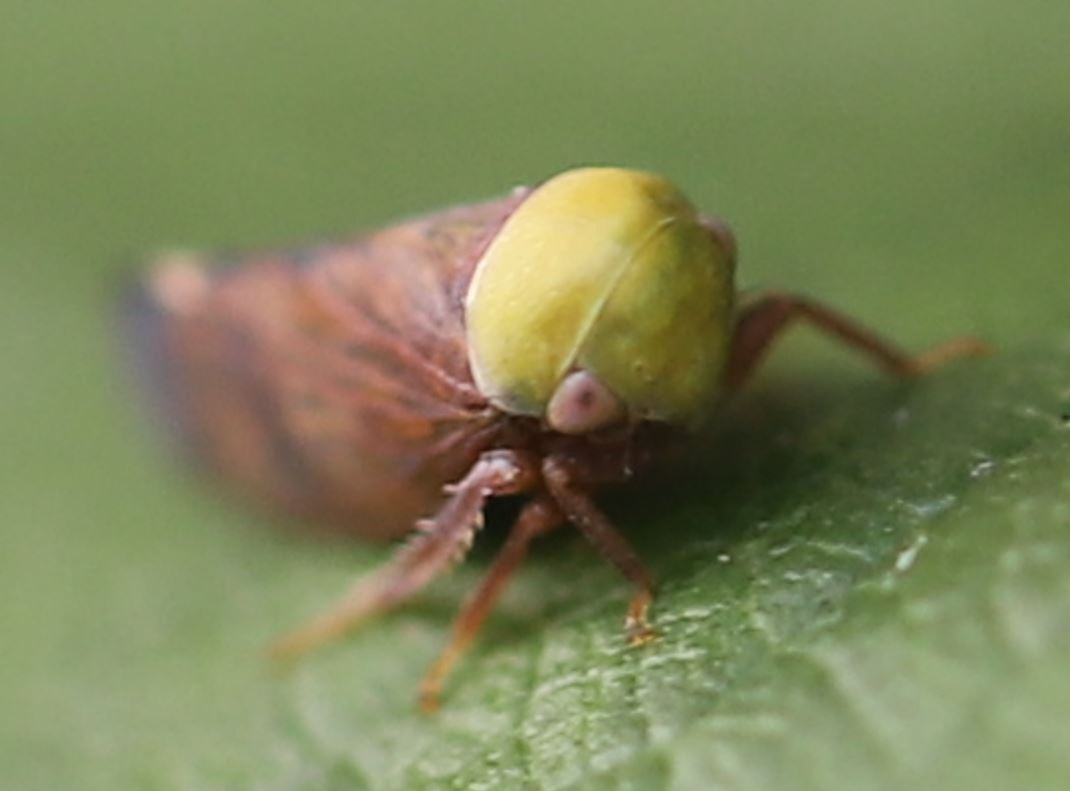
Frontansicht

Die Lindenmaskenzikade (Pediopsis tiliae), alternative Schreibweise: Linden-Maskenzikade, ist eine Zwergzikade aus der Unterfamilie der Maskenzikaden (Macropsinae). Sie wurde im Jahr 1831 von dem deutschen Entomologen Ernst Friedrich Germar als Jassus tiliae erstbeschrieben. Das lateinische Art-Epitheton tiliae weist auf die Gattung ihrer Wirtspflanzen hin.

## Merkmale
Die Zikaden werden 5,4–5,9 mm lang. Sie sind aufgrund ihrer dorsalen Färbung und des Fehlens von Gesichtsflecken leicht bestimmbar. Kopf und Halsschild sind gelb gefärbt. Das Gesicht ist einfarbig gelb. Das Scutellum (Schildchen), die Flügel und die Beine sind rotbraun bis dunkelbraun gefärbt. Der Vertex (Scheitel) ist von oben betrachtet fast nicht erkennbar.

## Vorkommen
Die Lindenmaskenzikade ist in Europa weit verbreitet. Die Art fehlt offenbar auf der Irischen Insel sowie auf der Iberischen Halbinsel. Im Osten reicht das Vorkommen in den Nahen Osten und weiter bis in das östliche Asien.

## Lebensweise
Die Imagines beobachtet man von Anfang April bis in den Herbst hinein. Pediopsis tiliae bildet eine Generation im Jahr und überwintert im Eistadium. Die Lindenmaskenzikade ernährt sich von den Pflanzensäften der Winterlinde (Tilia cordata) und der Sommerlinde (Tilia platyphyllos). Die Larven und Imagines saugen an den Blättern der Wirtspflanze. Die Zikaden-Art gilt in Deutschland als ungefährdet.